# حزب العدالة والبناء (اليمن)
حزب العدالة والبناء حزب سياسي يمني تم اشهاره في 2012 من قبل المنشقين عن حزب المؤتمر الشعبي العام الذين أيدوا ثورة الشباب اليمنية. مؤسس الحزب ورئيسة الحالي هو محمد علي أبو لحوم، الأمين العام للحزب هو عبد العزيز جباري. بعد استقالته من الحزب عاد عبد العزيز جباري لتمثيل الحزب في الحكومة المعترف بها دوليا و المقيمة في الرياض عاصمة السعودية.

## المشاركة السياسية
شارك الأمين العام للحزب عبد العزيز جباري في مؤتمر جنيف بشأن اليمن الذي عقد في يونيو 2015 في صف حكومة الرئيس عبد ربه منصور هادي وحلفائه، بينما كان محمد علي أبو لحوم قد لزم الحياد وفضل عدم الانخراط في حكومة الإنقاذ التابعة لانصار الله الحوثيين أو مع التحالف العربي بقيادة السعودية والداعم لشرعية الرئيس هادي وقام بتقديم عدة مبادرات مستقلة للحل السياسي.